# Edgardo Castro
Edgardo Castro ( Buenos Aires, 1970) es un artista plástico, actor teatral, cinematográfico y televisivo argentino.

## Filmografía
Participó en los siguientes filmes:
Actor
- El apego (2021)
- Las ranas (2020)
- Selva (2020)
- Familia (2020)
- Por el dinero (2020)[1]
- Las siamesas (2020)
- El cuidado de los otros (2019)…Sebastián
- Morning (cortometraje, 2019)
- Los que vuelven (2019)
- Vendrá la muerte y tendrá tus ojos (2019)
- La deuda (2019)…Pablo
- Los miembros de la familia[2][3] (2019)…Fabián
- Twelve Nails (cortometraje 2017)
- Filiberto (cortometraje 2017)
- La flor (2016)…Ángel
- Terror 5 (2016)…Profesor Guerrico
- La noche (2016)…Martin
- After Office (cortometraje 2015)…Montero
- Kryptonita (2015)…Doctor Ugalde
- Estacionamiento (cortometraje 2014) …Gabriel
- Historias Breves 9 (2014)
- La parte ausente (2014)…El doctor
- Dos disparos (2014)…Sergio
- Historia del miedo (2014)…Marcelo
- Amor, etc...  (2013)
- Pensé que iba a haber fiesta (2013)…Emilio
- Mujer lobo (2013)
- Pompeya (2012)
- Nubes (cortometraje 2012)
- Elefante blanco[4][5] (2012)
- La infinita distancia (2011)
- Un amor[6] (2011)
- Mala sangre (cortometraje 2010)…Gorila
- Castro (2009)
- Lluvia (2008)…Andrés
- Huesos de cristal (cortometraje 2006)
- Pollo gira (cortometraje 2005)…Mario

Director
- Las ranas (2020)
- Familia (2020)
- La noche (2016)

Guionista
- Familia (2020)

Productor
- Familia (2020)

## Televisión
Actor
- La persuasión (serie 2020) Ramiro "Rama"
- El sueño del pibe (serie 2020) …Hugo
- Un día de caza (miniserie 2020)
- Nafta Súper (miniserie 2016) …Sabiola / Brainiac
- La casa (miniserie 2015)
- El legado (serie 2014)
- Farsantes (serie 2013)
- Historias de corazón (miniserie 2013)…Pablo
- Ruta misteriosa (miniserie 2012)
- 23 pares (serie 2012)
- La pelu (serie 2012)…Notero
- Gigantes (miniserie 2011)
- 25 miradas, 200 minutos (serie 2011)
- Tiempo final (serie 2002)…Director

## Teatro
Adquirió formación actoral con los directores de teatro Ricardo Bartís y Alejandro Catalán. Integró el grupo Krapp, con el que actuó en Mendiolaza; Rabioso, una obra que compartía video, teatro y danza; Río seco – Work in Progress Mendiolaza y No me besabas? , participando con ellas en festivales de Brasil, Córdoba, España, Estados Unidos, Uruguay y Venezuela. Trabajó como actor en Bajo, feo y de madera dirigido por Luis Biasotto, en el Centro Cultural Ricardo Rojas; Solos, con la dirección de Alejandro Catalán; 36 Reconstrucciones, dirigido por Biasotto y Luciana Acuña en el Centro Cultural de España; Bizarra (una saga argentina) , en el Centro Cultural Ricardo Rojas con dirección de Rafael Spregelburd; Revoque grueso , dirigido por Ricardo Bartís;  La bohemia , dirigido por Sergio Boris en el Sportivo Teatral al igual que el anterior y  Cuando se machuca el chancho , una creación colectiva dirigida por Luis Biasotto, en el Centro Cultural Ricardo Rojas.

## Premios y nominaciones en el cine
Recibió los siguientes premios y nominaciones por su labor en el cine:
Asociación de Cronistas Cinematográficos de la Argentina Premios 2017
- La noche, nominada al Premio Condor de Oro a la Mejor Ópera Prima

Buenos Aires Festival Internacional de Cine Independiente 2016
- La noche, nominada al Premio a la Mejor Película en la competición internacional.

Festival Internacional de Cine LGBT de Tel Avid 2017
- La noche, premiada con una Mención honorable en el rubro mejor película de ficción.